# 斯特罗齐曼托瓦宫
斯特罗齐曼托瓦宫（Palazzo Strozzi di Mantova）是意大利佛罗伦萨的一座历史建筑，位于主教座堂广场10号，圣母百花圣殿主教座堂的布鲁内莱斯基穹顶下面。现在为托斯卡纳大区的一座办公楼。

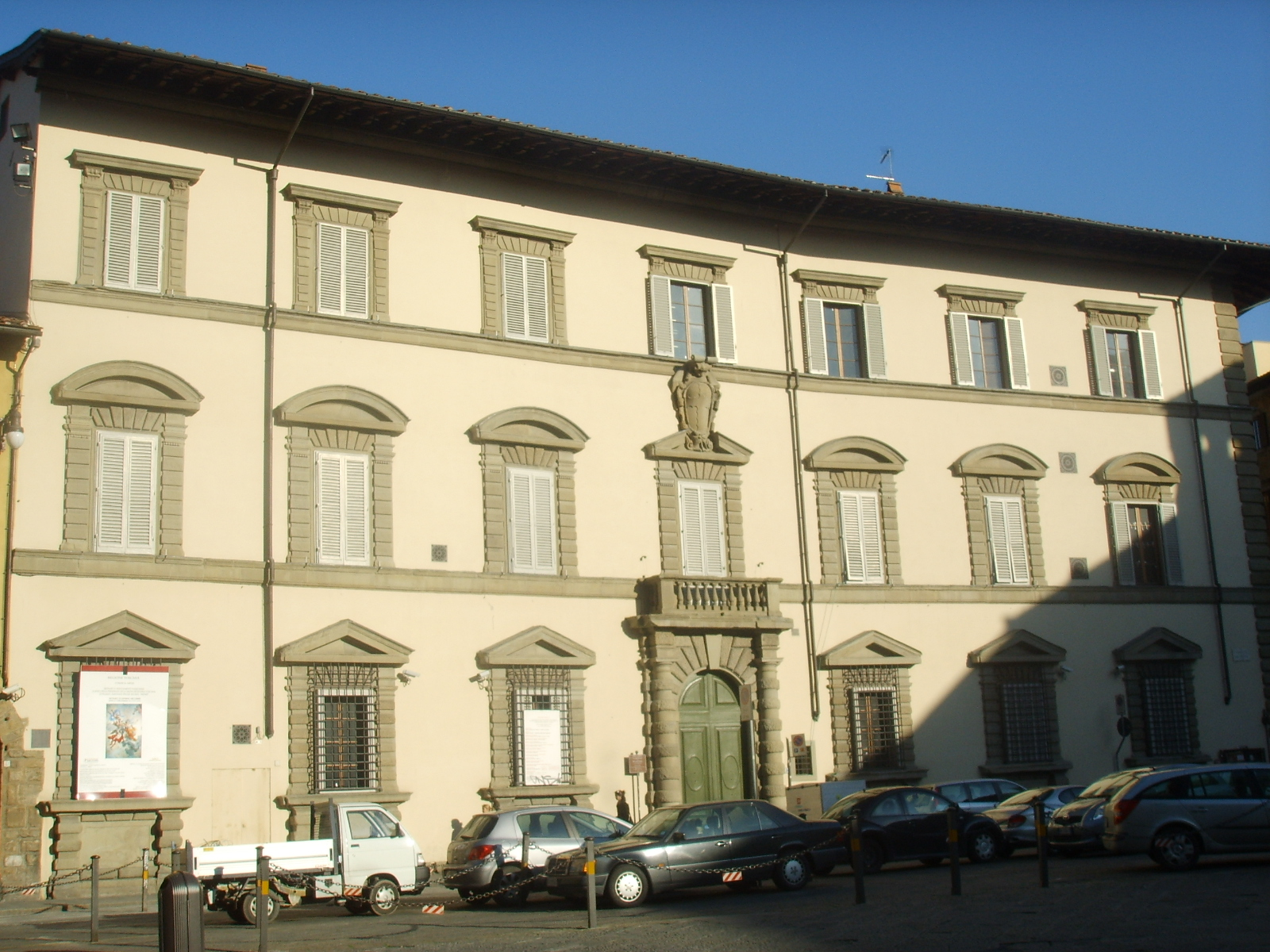
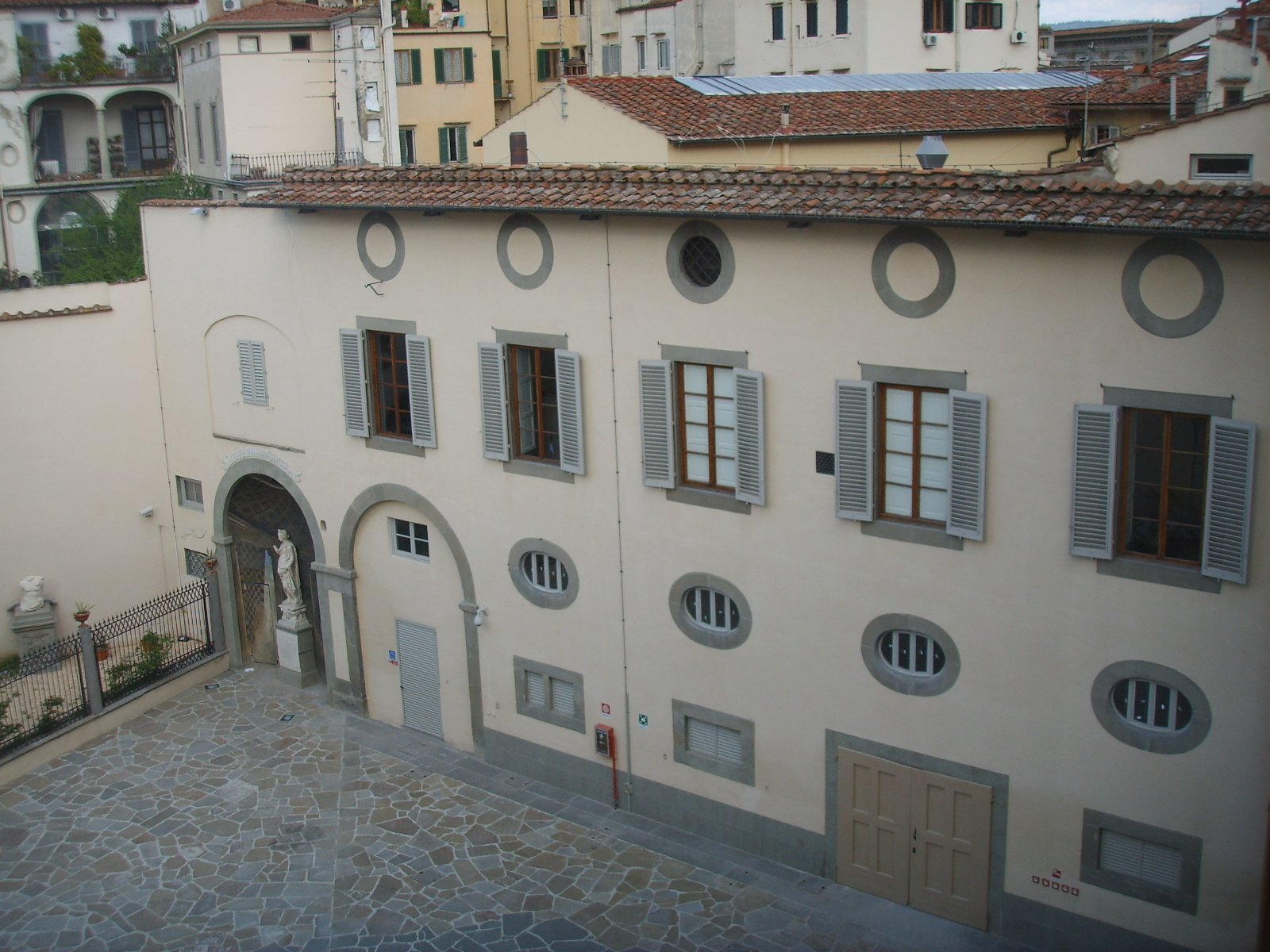
庭院
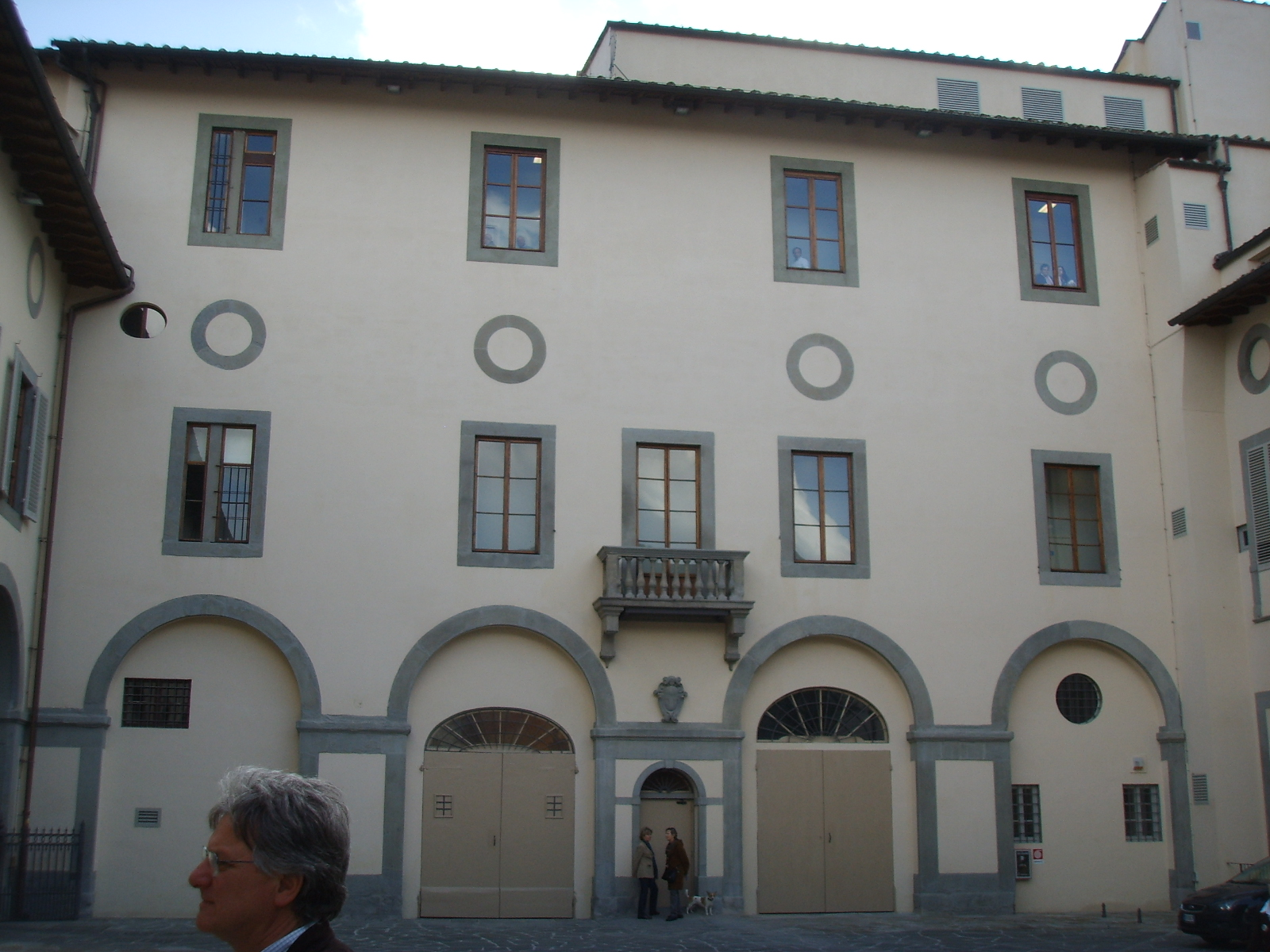
原马厩
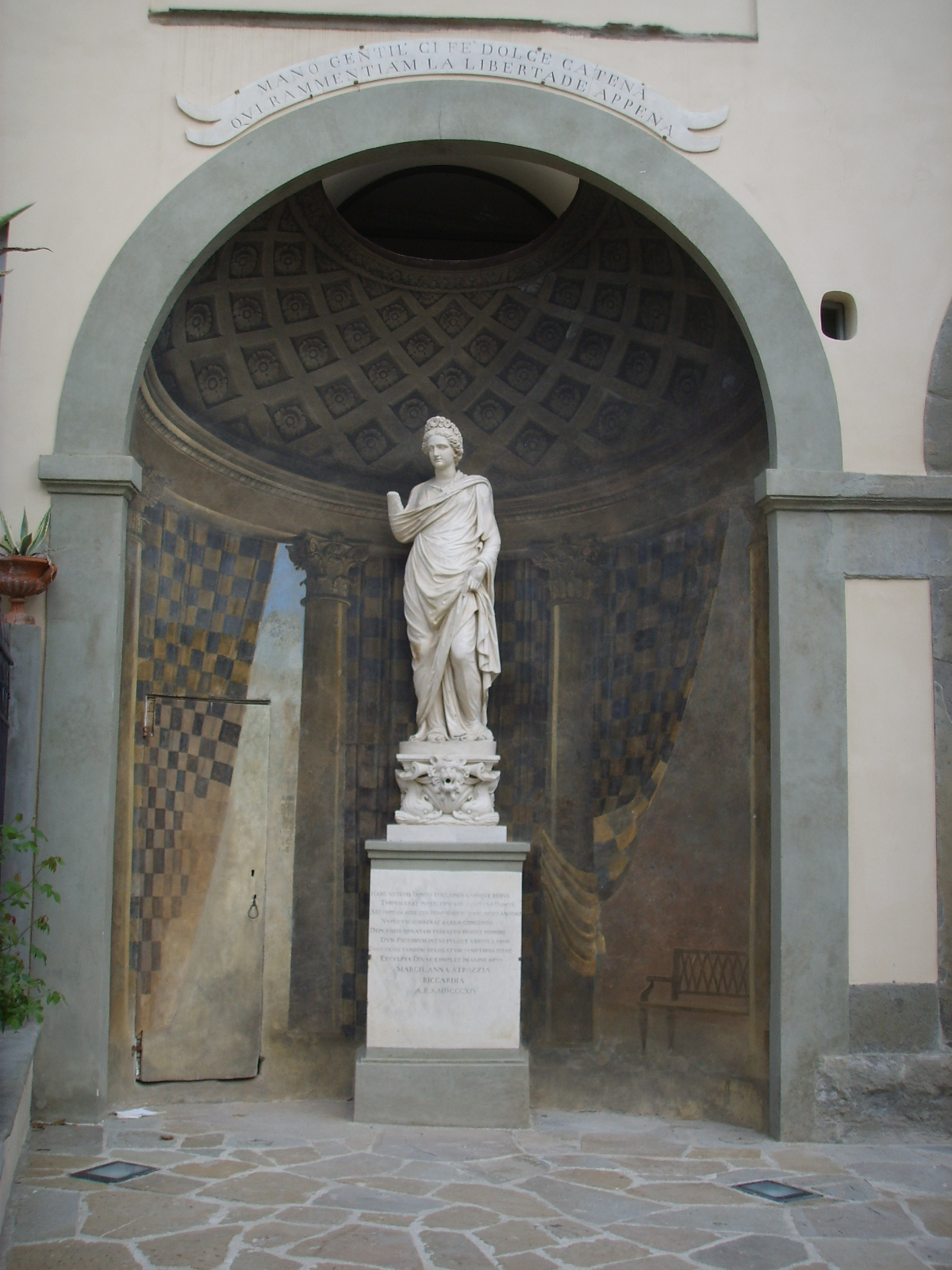
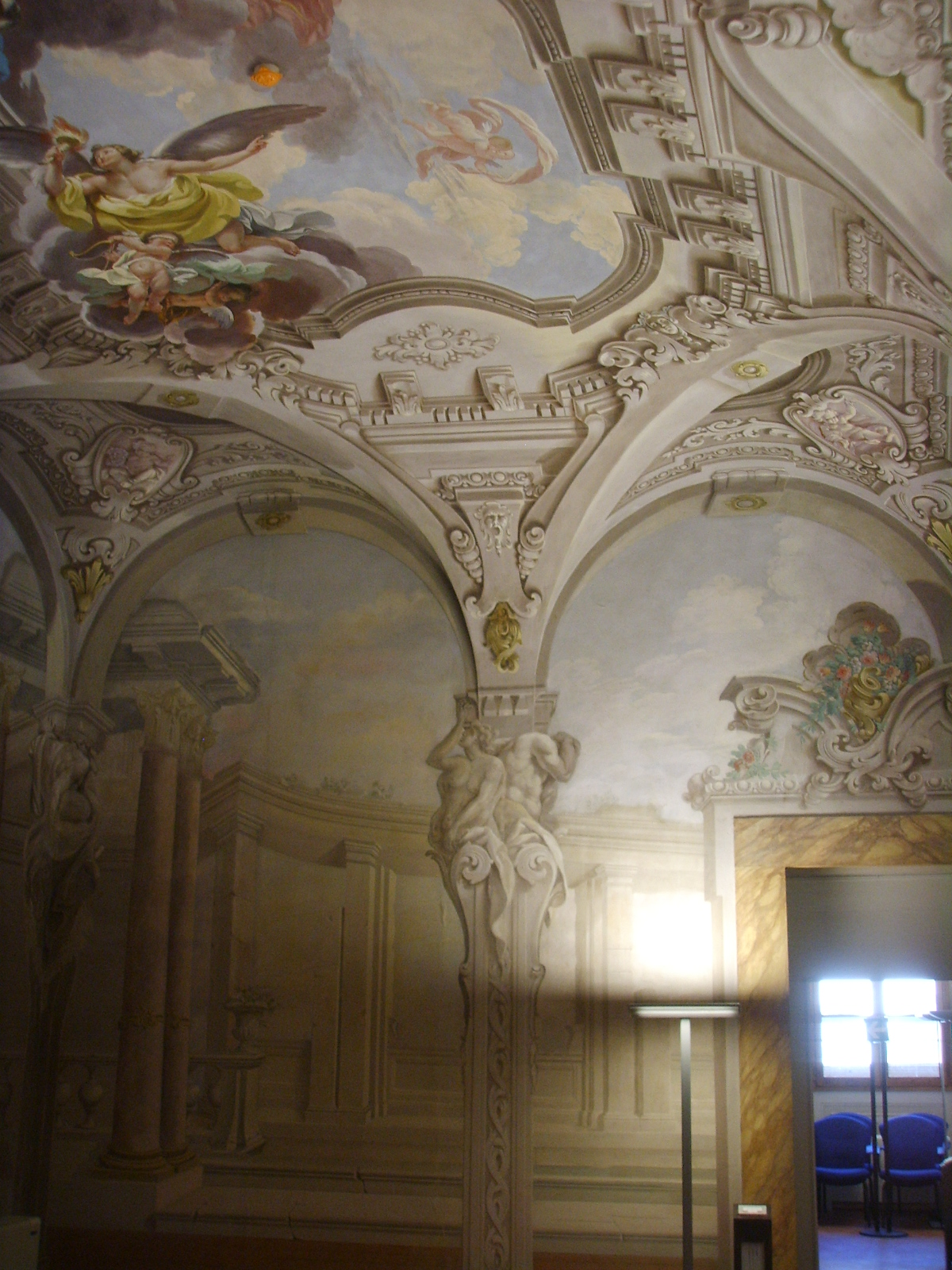
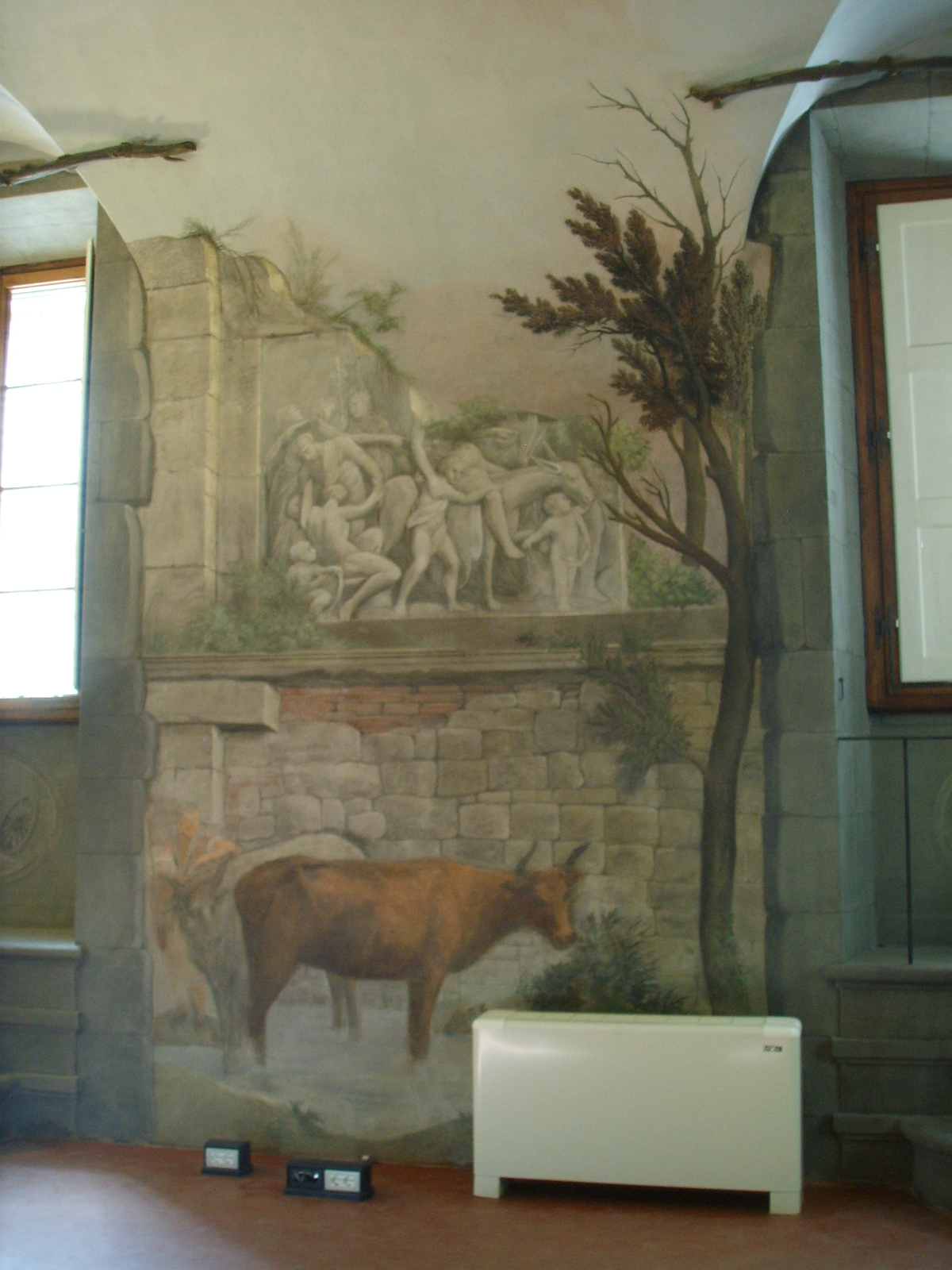
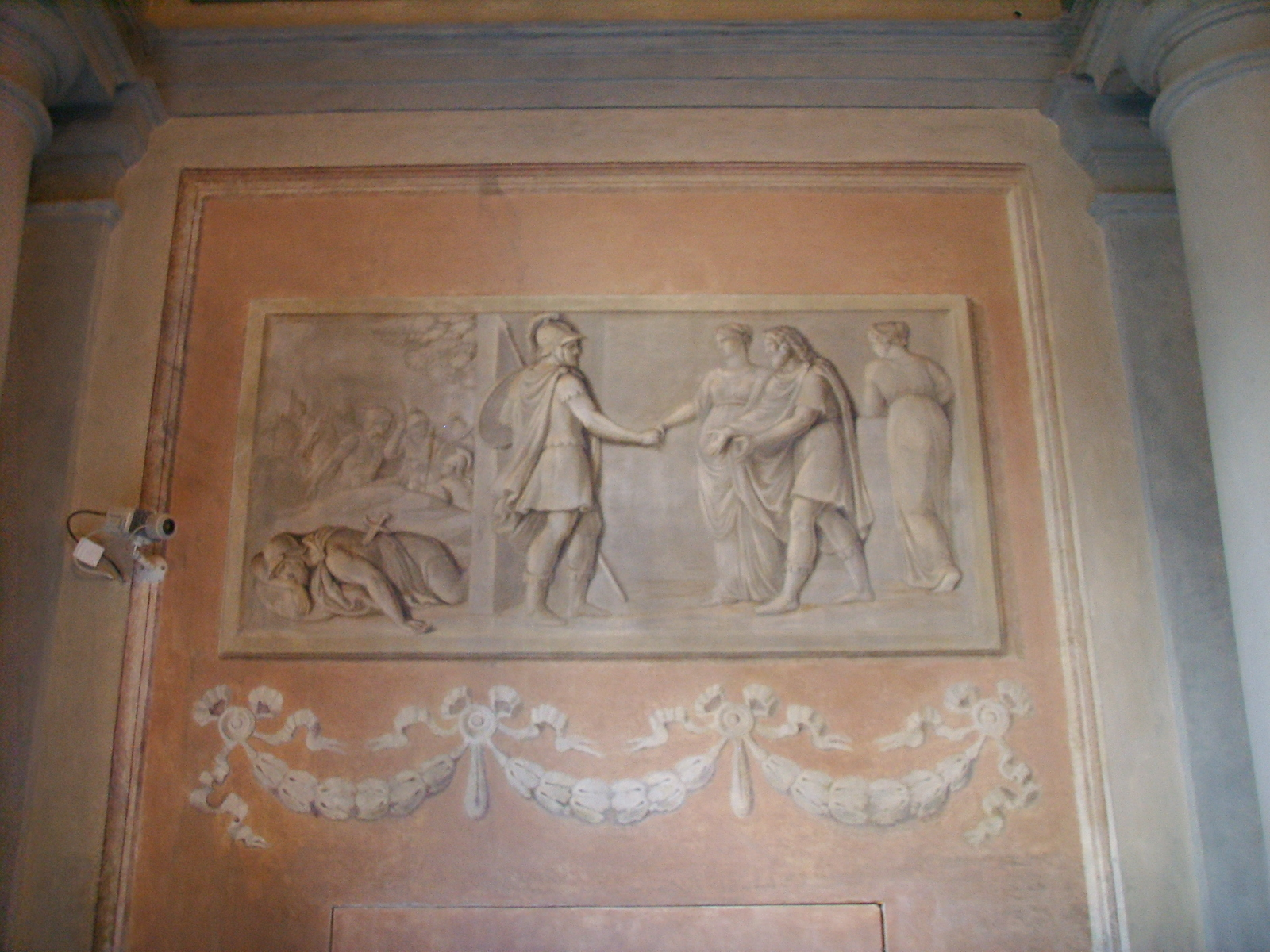
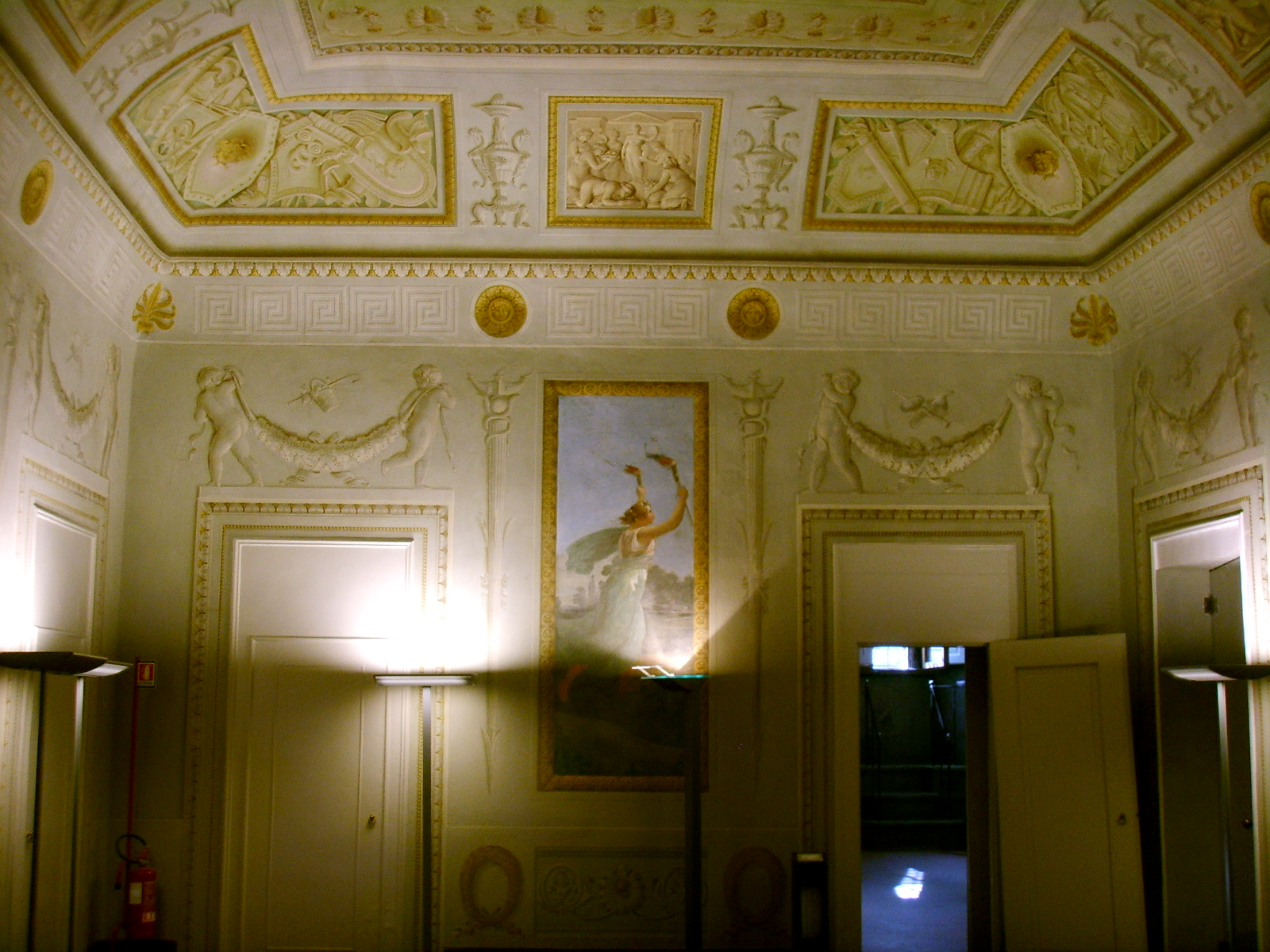
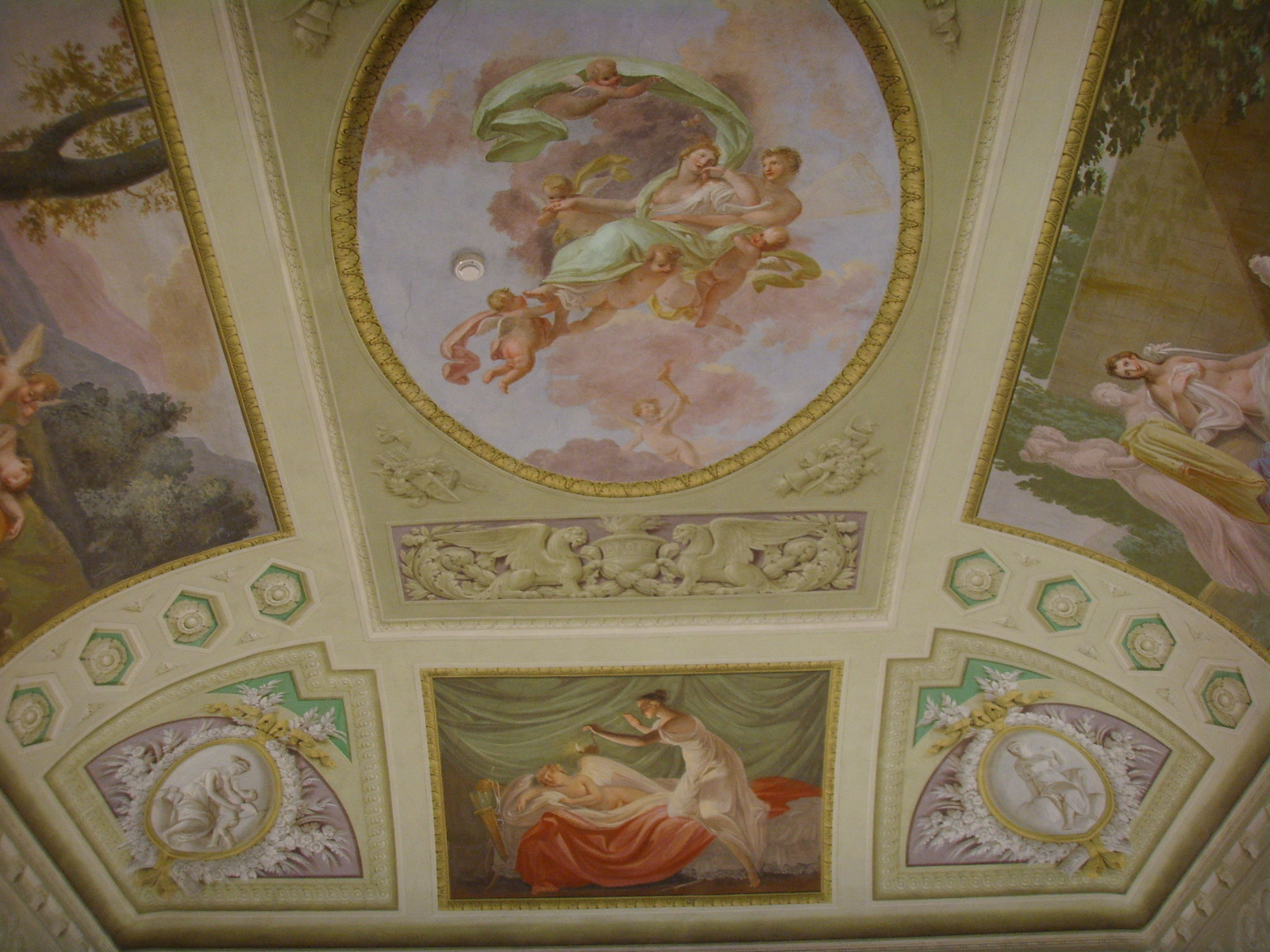
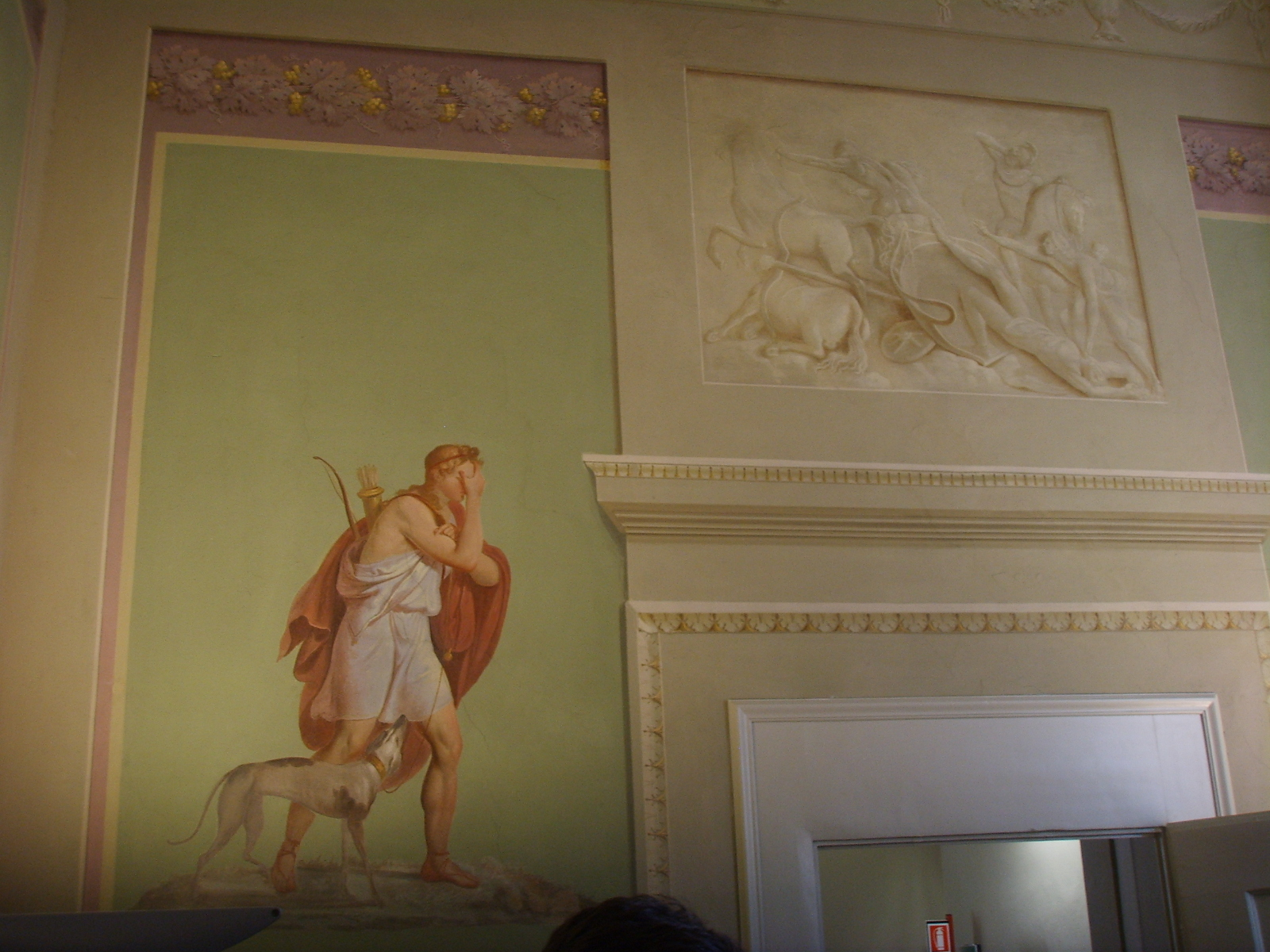
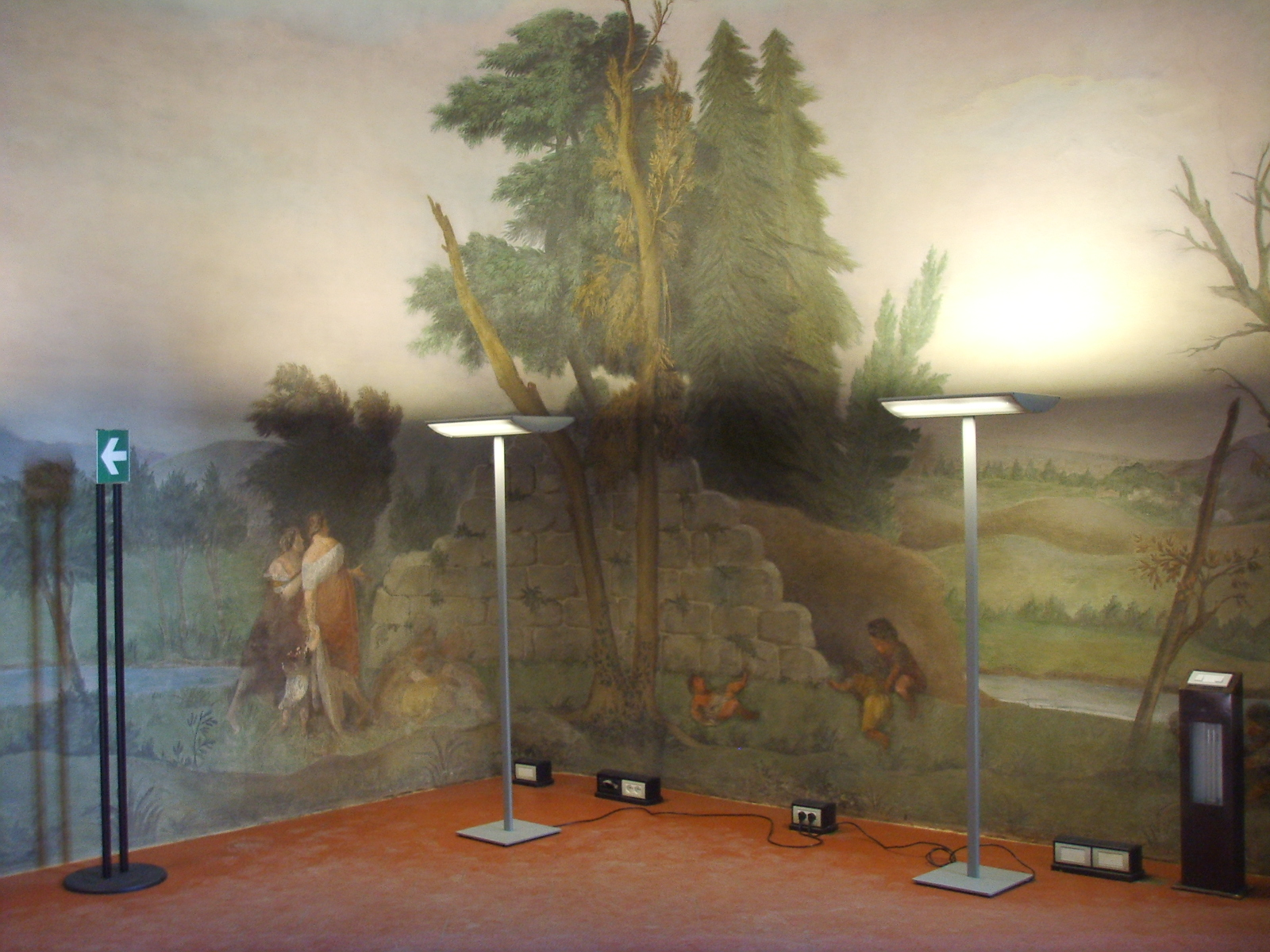
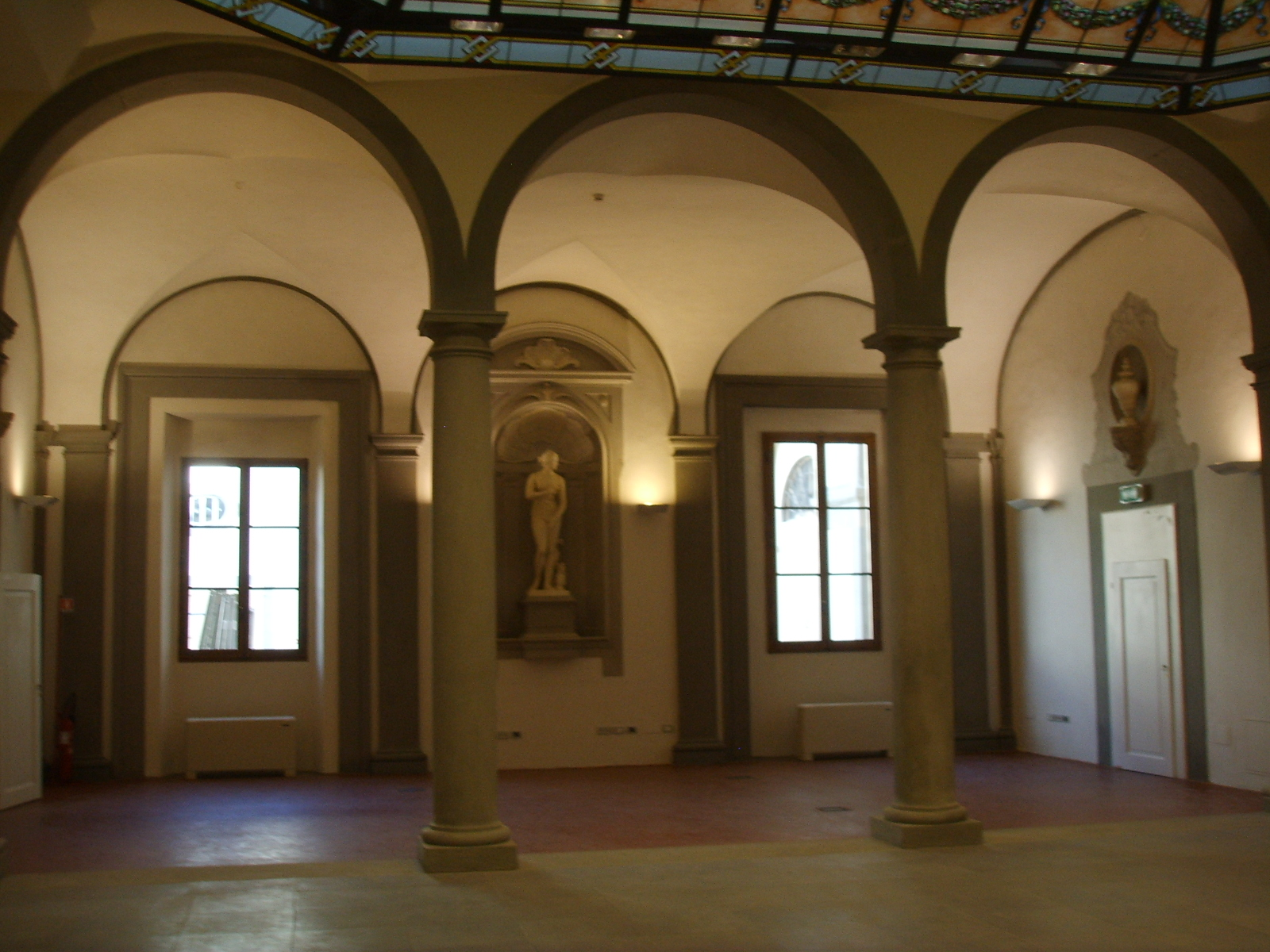
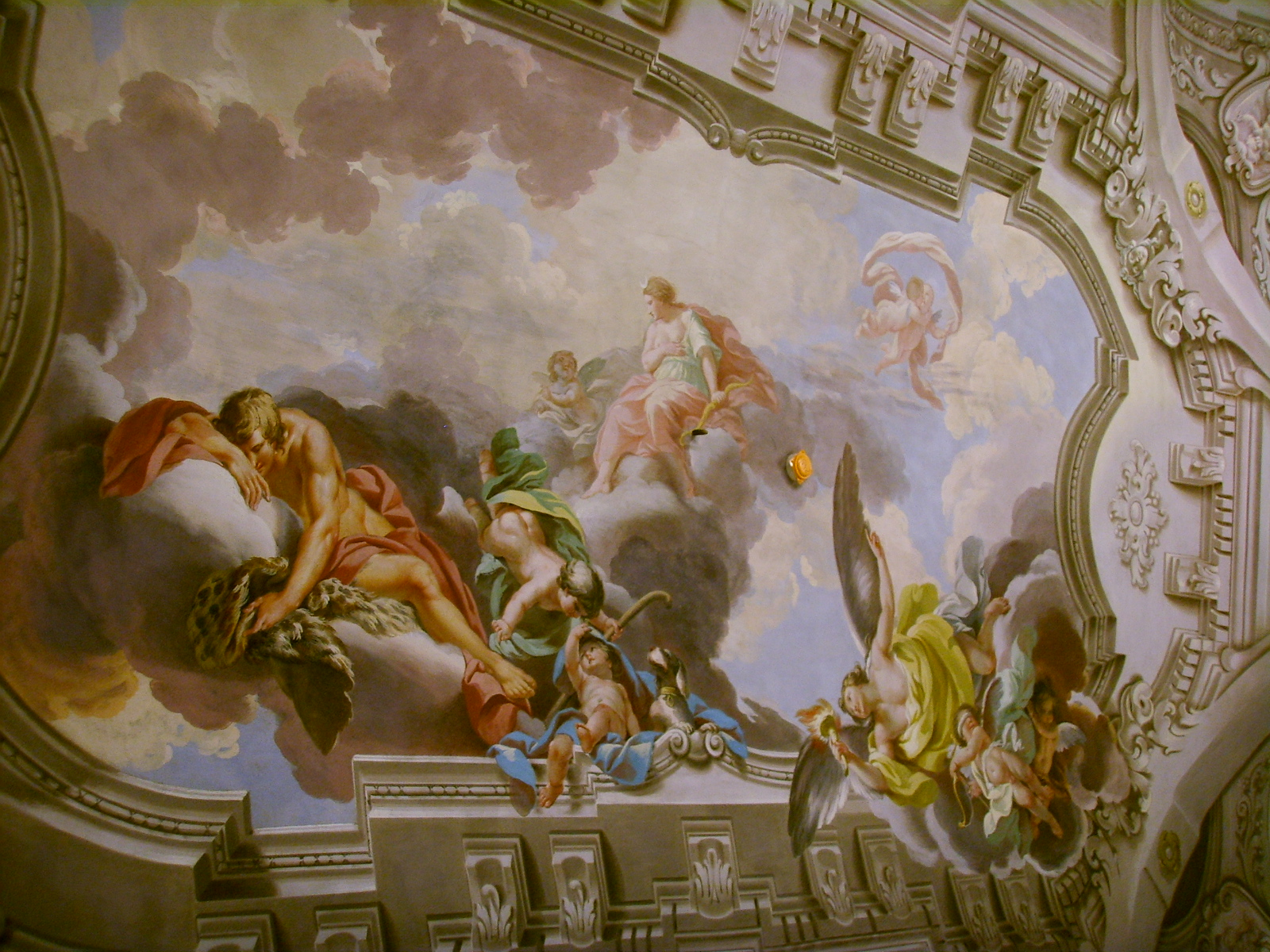
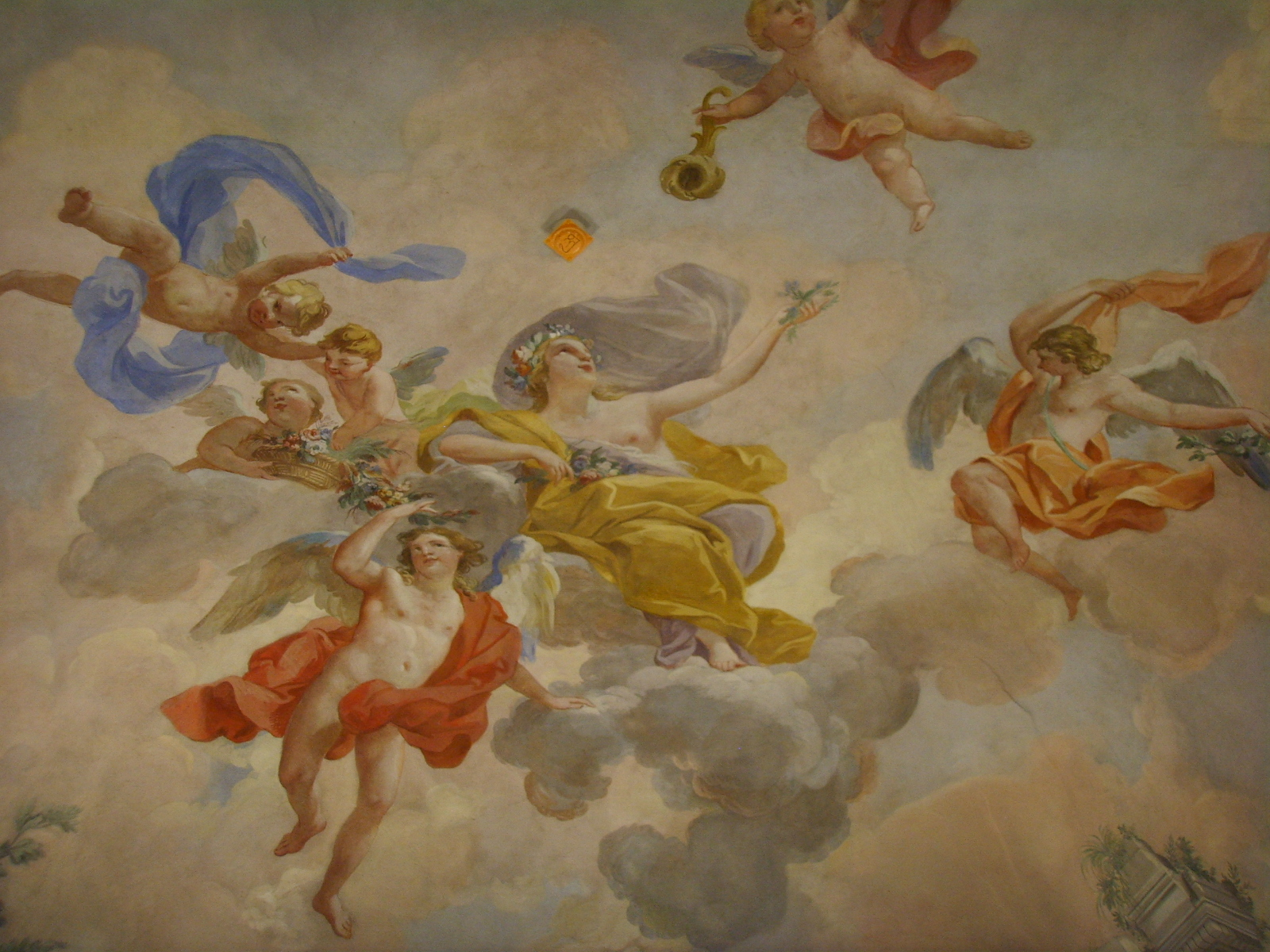
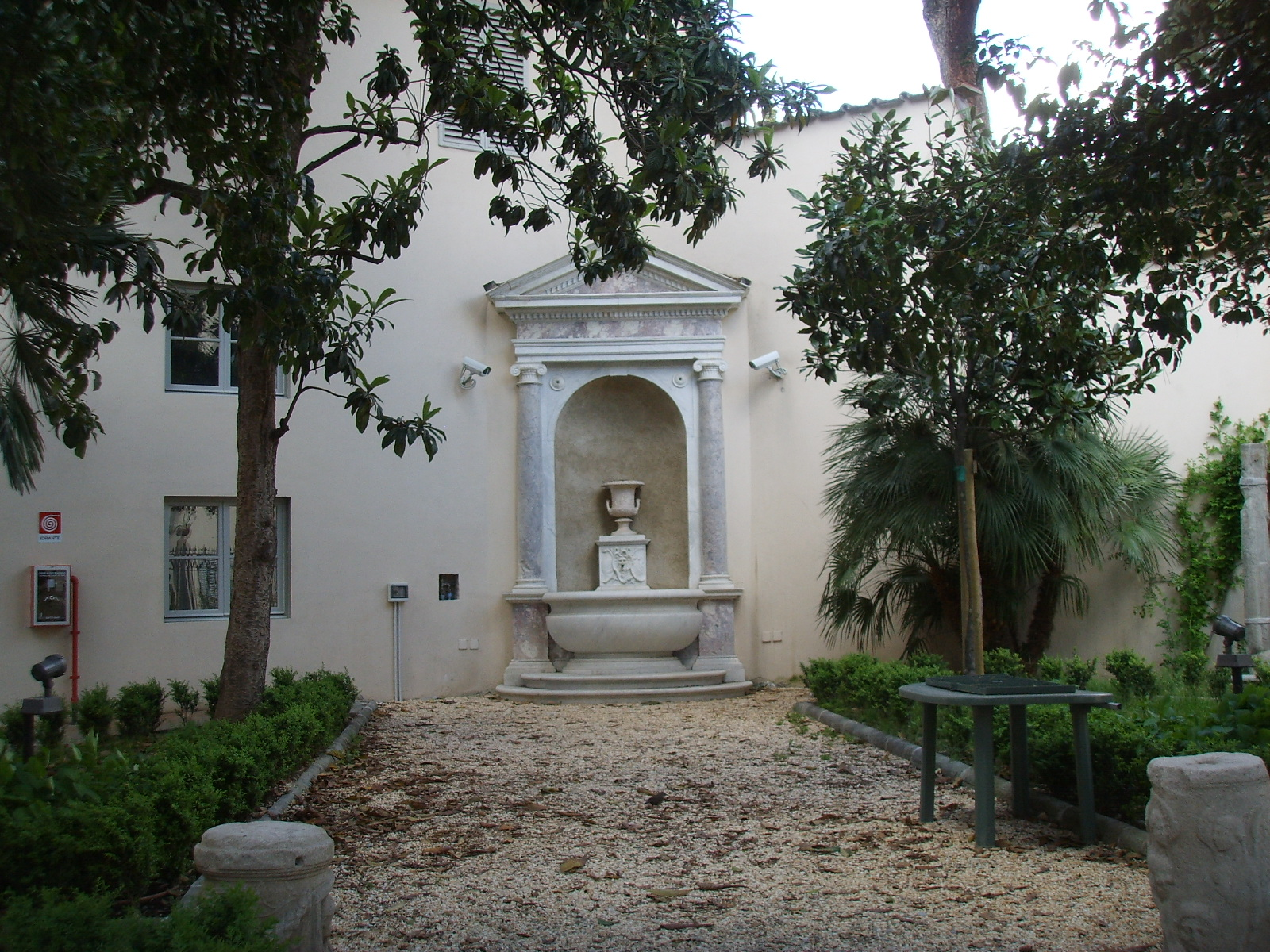